# Препад на Сен Назер
Операција Чериот (енгл. Operation Chariot) била је британски напад на докове у Сен Назеру у окупираној Француској, која се одиграла у ноћи 28. марта 1942. године током Другог светског рата. Операцију су извели Британска краљевска ратна морнарица и командоске јединице под окриљем Комбинованих операција Луиса Маунтбатена.

## Сен Назер
Постојало је више разлога за напад на Сен Назер. Главни циљ био је највећи суви док на Атлантској обали, способан да прими највеће ратне бродове Немачке ратне морнарице. Британци су страховали да би немачки бојни брод Тирпиц могао да започне операције у Атлантику користећи Сен Назер као своју базу. Суви док је изграђен у периоду 1924-28 како би могао да прими највећи француски путнички брод Нормандију, због чега је често називан и Нормандија док. Био је 350 m дугачак и 50 m широк. На једном делу био је спојен са Пеноа басеном, а другим делом је излазио на ушће реке Лоаре. Уставе на доку су биле 51 m дугачке и 11 m широке и биле су конструисане од шупљих челичних секција.
Поред сувог дока у луци се налазио и нови подморнички басен са шест огромних хангара који је изградила немачка организација Тот. Са морем је био повезан преко два улаза на којима су се налазиле уставе. Један улаз се налазио непосредно уз Нормандија док, а други се налазио на улазу у предњу луку која је изграђена 1907. год.
Немачка одбрана у Сен Назеру била је друга по снази у западној Француској, одмах после луке Брест. Обе стране ушћа биле су утврђене и поседнуте од стране 280. морнаричког артиљеријског батаљона (под командом Еда Дикмана) и 22. морнаричког противавионског батаљона (под командом Ц. Ц. Мекеа). На северној обали налазила су се четири топа од 150 mm, четири топа од 170 mm и четири топа калибра 75 mm у Шемулану, југоисточно од Сен Назера: четири топа од 88 mm и десет топова калибра 20 до 40 mm у Вије Мартену ближе Сен Назеру; мало даље, у Ла Булеу налазила су се четири топа од 105 mm и два железничка топа калибра 240 mm. На ушћу, преко пута Сен Назера налазила су се четири топа од 75 mm код Сен Гилде, још четири код Л‘Поантоа и десет или више топова од 20 mm код Миндина. У самом рејону луке налазило се око 30 једноцевних топова од 20 mm, два четвороцевна топа од 20 mm, око петнаест топова калибра 40 mm и противавионски брод Шпербрехер 137, који је био усидрен у близини нове луке. Јаке снаге противавионске одбране налазиле су се и у самом граду. Немачке радарске станице налазиле су се код Л‘Кроазија и Сен Марка, а сви немачки одбрамбени положаји били су опремљени рефлекторима. Посаду утврђених положаја чинило је око 1.000 војника, а у граду се налазило још око 5.000 војника из борбених и радних јединица. Изузимајући подморнице, поморске снаге у граду биле су ограничене на десет миноловаца, четири мала брза брода и четири торпедна чамца.

## Британски план
План за напад који су сачиниле Комбиноване операције ослањао се у великој мери на ефекат изненађења. Флотила бродова са плитким газом требало је да великом брзином заплови дуж ушћа реке Лоаре, док би пажња одбране била привучена бомбардерским нападом на Сен Назер. Брод напуњен експлозивом требало је да се забије у уставу на улазу у Нормандија док и да је уништи темпираном експлозијом. Командоске јединице имале су задатак да се искрцају у рејону луке и да униште 24 циља и да се затим повуку ка бродовима који би их евакуисали на сигурно. У првој фази планирања, за учешће у операцији биле су предложене поморске снаге јачине једног разарача натовареног експлозивом и осам моторних чамаца, али су коначне поморске снаге употребљене за напад биле сачињене од једног разарача, шеснаест моторних чамаца, једне топовњаче и једног торпедног чамца.
За експлозивни брод изабран је застарели разарач ХМС Кембелтаун (енгл. HMS Campbeltown). Овај брод, који је у Америчкој ратној морнарици носио име УСС Бачхенен (енгл. USS Buchanan, ознака ДД-131), предат је Уједињеном Краљевству у оквиру споразума Разарачи за базе. Кемпбелтаун је грубо модификован како би личио на немачки разарач класе Мове. Целокупно главно наоружање, као и сав непотребан терет, уклоњени су са брода како би имао што плићи газ. Од главног наоружања је задржан само један топ од 12 фунти и осам топова Оерликон калибра 20 mm. Експлозив је постављен у трупу брода, одмах иза предњег топа. Састојао се од 24 дубинске бомбе Марк VII оклопљене челиком и заливене бетоном. Брод је требало да удари у уставу и да затим буде онеспособљен како Немци не би могли да га уклоне пре експлозије. Команда над Кемпбелтауном поверена је поручнику С. Х. Битију, а посада брода је смањена на 75 чланова.
Моторни чамци Фермил, класе Б, били су 34 m дугачки и 5.9 m широки. Погонила су их два бензинска мотора снаге 650 КС. Направљени од махагонија, били су веома слабо оклопљени и изузетно осетљиви на ватру и на оштећења на ћудљивом хирауличном систему за управљање. Били су наоружани топом Оерликон калибра 20 mm за противваздушну одбрану и са четири митраљеза Луис (први пут употребљених у Првом светском рату). Иако је стандардна посада моторних чамаца износила 12 морнара, током Операције Чериот, на свакоом чамцу налазило се и по 15 командоса.
Моторна топовњача МГБ 314 (енгл. Motor Gun Boat 314) придодата је као комадни брод поморских снага ангажованих у операцији. Такође Фермил брод класе Ц, иако незнатно мања од моторних чамаца, топовњача је имала погонску групу састављену од три мотора снаге по 850 КС, који су покретали засебне пропелере што је броду пружало брзину од око 30 чворова (56 km/h). Била је наоружана са једним аутоматским двофунташем на прамцу, једним полуаутоматским двофунташем на крми и са два митраљеза калибра 12.7 mm на боковима. Такође је била опремљена неупотребљивим радарским системом и прилично корисним сонаром.
Воспер моторни торпедни чамац МТБ 74 (енгл. Vosper 70 ft Motor Torpedo Boat 74) је био посебан брод. Био је модификован да носи специјална експлозивна пуњења тежине 1.000 kg са одложеним дејством, смештена у торпедне цеви које су биле постављене високо на прамцу како би могле да дејствују преко торпедних мрежа. МТБ 74 је био наоружан са два Хочкис митраљеза. Његових пет мотора укупне снаге преко 3.500 КС омогућавало му је да развије брзину од око 45 чворова (83 km/h) али је потрошња горива била толика да је морао да буде шлепован од стране другог брода непосредно до пред сам циљ. Сви бродови који су учествовали у акцији били су офарбани у посебну нијансу љубичасте боје названу „Плимут розе“, која је требало да смањи њихову видљивост под светлима рефлектора.
Пратњу поморске групе чинила су два британска разарача класе Хант, ХМС Атерстон (енгл. HMS Atherstone) и ХМС Тиндејл (енгл. HMS Tynedale) који су групу допратили скоро до самог циља.
У нападу је укупно учествовало 611 људи. Поморски командант је био Роберт Рајдер док су јединице командоса биле под вођством пуковника А. Ц. Њумена. Јединице командоса су биле подељене у три групе од којих је једна била на разарачу Кемпбелтаун док су друге две биле на моторним чамцима. Свака група командоса је била подељена на групе задужене за постављање експлозива и заштитне групе. Групе задужене за уништавање носиле су око 30-40 kg експлозива, маљеве и секире. Због велике количине терета који су носиле, групе за уништавање биле су наоружање само пиштољима. Заштитне групе, које су биле задужене да их штите током постављања екслозива биле су наоружање ручним гранатама, аутоматима Томпсон и пушкомитраљезима типа Брен.
Бомбардерска група која је требало да изведе диверзиони напад на луку и град била је састављена од 35 бомбардера Витворт Витли и 25 бомбардера Викерс Велингтон. Међутим, број расположивих бомбардера значајно је смањен због потреба Бомбардерске команде као и због Черчиловог настојања да избегне велики број цивилних жртава међу француским становништвом.

## Путовање
Бродови су напустили Фалмут 26. марта 1942. године. Планом операције било је предвиђено да се разарач Кембелтаун забије у уставу на улазу у док 28. марта у 01.30. Флотила се запутила југозападно, а затим ка западу заузевши формацију у облику врха стреле која је била најповољнија за одбрану од немачких подморница. Осим кратког сусрета са немачком подморницом 27. марта, бродови су непримећено наставили путовање да би изјутра 27. марта скренули источно, а затим продужили североисточно у правцу ка циљу. Један моторни чамац је због квара на мотору био принуђен да се врати у Енглеску. На прилазу Сен Назеру флотила је променила формацију. Моторни чамци кретали су се у две колоне док се у средини налазио разарач Кемпбелтаун. На челу формације налазила се моторна топовњача. Да би избегла рано откривање, флотила се уместо главним каналом запутила плићацима који су се налазили мало западније. Приликом проласка кроз плићаке разарач Кембелтаун је замало избегао насукавање.

## Напад
Бомбардерски напад који је требало да одвуче пажњу бранилаца, био је слабог ефекта и само је повећао будност немачких јединица. Упркос томе, британски бродови су успели да приђу веома близу луке пре него што је на њих отворена ватра. Флотила је први пут опажена у 01.15 али је први рефлектор упаљен тек у 01.22 када су британски бродови били на мање од 3 km од луке. Британци, који су емитовали немачки позивни знак на морзеовој азбуци, успели су да добију још 5 мин тако да су Немци отворили ватру тек у 01.28. Највећи брод флотиле, разарач Кембелтаун, привукао је најјачу ватру бранилаца али је упркос бројним жртвама успео да се, при брзини од 37 km/h забије у 01.34, у јужну уставу на улазу у Нормандија док смрскавши при томе више од 12 m прамчане конструкције. Детонатор са одложеним дејством подешен је непосредно пре него што је на брод отворена ватра. Одмах по удару, са брода се искрцало седам група командоса који су успешно уништили циљеве у близини Нормандија дока и оштетили северну уставу. Након успешно извршеног задатка, групе командоса са Кембелтауна повукле су се ка доку одакле је требало да буду евакуисане. Тек тада им је постало јасно како је прошао остатак групе.
Седамнаест мањих бродова, иако су привукли слабију непријатељску ватру, било је знатно рањивије од разарача. За само четири минута, у оквиру којих је Кембелтаун успео да се забије у јужну уставу, потопљено је осам моторних чамаца. Командоси, који су се налазили на погођеним чамцима, спас су потражили у води. Већина њих се удавила или је изгорела у пожару који је захватио гориво из погођених бродова. Губици у људству на погођеним чамцима износили су преко 80% док је скоро сваки преживели био лакше или теже рањен. Заслепљени у мраку од стране рефлектора, неколико моторних чамаца промашило је места за искрцавање због чега су морали да се под тешком ватром враћају на предвиђено место. МТБ 74 је успешно испалио своја модификована торпеда на устави старог улаза и успео је да се врати на пучину евакуишући половину посаде Кембелтауна. Само неколико јединица командоса искрцало се са чамаца у близини старог мола одакле су очекивали да буду евакуисани. Неоштећени моторни чамци покупили су преживеле из воде и под заштитом димне завесе, запутили су се ка излазу из канала остављајући око стотину командоса на доковима. МГБ 314 је била задњи британски брод који је напустио ушће са палубом препуном рањених командоса. Два члана посаде топовњаче, Севиџ и Смит, који су погинули током операције, посебно су се истакли неустрашиво рукујући изложеним топовима калибра 37 mm.

## Повратак на море
Британски бродови који су успели да напусте ушће упутили су се ка локацији удаљеној 46 km од Сен Назера, на којој је требало да се сусретну са разарачима из пратње. У ширем делу канала нашли су се под дејством тешке немачке артиљерије смештене дубље у копну. Немачка артиљерија успела је да уништи још један моторни чамац и МТБ 74 који су превозили велики број рањеника. Командоси и морнари који су погинули приликом потапања ова два пловила чинили су скоро половину укупних британских губитака. Око 05.30, немачки торпедни чамац Јагуар, под командом Ф. К. Паула, напао је моторни чамац који је превозио 28 командоса и чланова посаде. У намери да зароби брод, немачки капетан је издао наређење да се употреби само оруђе малог калибра. После ского сат времена борбе и 20 рањених и погинулих војника, британци су се предали. Наредник Т. Ф. Дурант, који је током ове борбе руковао Луис митраљезом, постхумно је одликован Викторијиним крстом.
Четири британска брода успела су да стигну на место састанка са разарачима. Два су одмах напуштена због тога што су била тешко оштећена док су друга два напуштена недуго затим када су британски разарачи нападнути из ваздуха. Три моторна чамца која су промашила место састанка сами су се вратили у Фалмут.

## Битка на доковима
Британски командоси који су остали на доковима започели су жестоку борбу са немачким јединицама које су око 02.00 почеле да пристижу у рејон докова. Британци, који су у међувремену одбили позив на предају, прегруписали су се међу складиштима и кренули у пробој ка мосту који је водио у град, одакле су се надали да ће успети да се пробију у унутрашњост.
Остављајући траг од мртвих и рањених, британски командоси успели су да се пробију преко моста у град где су избили на Стари градски трг (fr: Place de la Vielle Ville). Међутим, њихови губици су били велики. Тек је сваки четврти командос избегао рањавање. У тренутку британског пробоја у град су почели да пристижу оклопна возила и војници 679. моторизоване бригаде Вермахта. Британци су одбачени назад у град у којем су потражили склониште. Немци су опколили град, блокирали све излазе и зауставили саобраћај, а затим су почели детаљни претрес града, од куће до куће. До 10.00 часова скоро сви Британци су били заробљени или убијени. Британски заробљеници, њих око 200, сакупљени су у Ла Булеу, одакле су упућени у заробљенички логор Сталаг 133. Пет британских командоса, који су избегли заробљавање, успело је да се пробије све до Гибралтара. Британски губици износили су 169 војника, док су немачки губици износили 42 погинула и 127 рањена.
Поред Дуранта, Викторијиним крстом одликовани су Бити, Њумен, Рајдер и Севиџ.

## Епилог
Експлозив на Кембелтауну је требало да експлодира најкасније око 09.00. Немци су претражили брод али нису открили експлозив који је експлодирао тек у 10.35. Приликом експлозије, која је потпуно уништила уставу на улазу у док Нормандија, погинуло је око 250 немачких војника и француских цивила. Разлог за закаснелу детонацију никада није установљен. (За активирање екслозивног пуњења на Кембелтауну употребљен је детонатор на бази киселине који је познат по непоузданости и по томе што често активира експлозив знатно раније од предвиђеног времена.)
Експлозивна пуњења које је поставио МТБ 74 у близини старог улаза, експлодирала су 30. марта 1942. године како је и било планирано. Експлозија је узбунила немачки гарнизон и изазвала општу панику због чега су немачки војници отворили ватру не само на француске цивиле већ и на сопствене људе. У току узбуне коју је изазвала експлозија убијено је 16, а рањено 30 француских цивила. Касније је око 1.500 француских цивила ухапшено и пребачено у логор Савињи.